# 正統カリフ

正統カリフ
الخلفاء الراشدون

西暦654年の正統カリフ時代の最大版図

正統カリフ（せいとうカリフ、アラビア語: الخلفاء الراشدون, ラテン文字転写: al-Khulafā’u r-Rāshidūn、アラビア語で「正しく導かれた代理人たち」の意）は、イスラム教・イスラム帝国の初期（アラビア語: الخلافة الراشدية, ラテン文字転写: al-khilāfat ar-Rāshidīyah - en）の時代においてイスラム共同体（ウンマ）を率いたカリフのことを指すスンナ派の用語である。正統カリフ4代のうちアブー・バクルを除く3代の正統カリフが暗殺されてこの世を去っている。

## 歴史

### アブー＝バクル
632年に神の使徒ムハンマドが死去した後、アブー・バクルがイスラム共同体の長に選出された。
リッダ戦争（632年 - 633年）。ドゥーマト・アッ＝ジャンダルの戦いを指導し、634年に病没する。以降は、同様にイスラム共同体の合議によって選出され継承を行った。

### ウマル
634年にカリフに選ばれ、636年ヤルムークの戦い・カーディシーヤの戦い、642年ニハーヴァンドの戦いを指導する。644年に刺されて、息を引き取る前に後継者候補と選挙方法を残した。

### ウスマーン
644年にカリフに選ばれ、サーサーン朝を滅亡させるなど、遠征を終結した。海軍を整え、655年、マストの戦いで、東地中海の制海権を確保した。クルアーンの制式版を編纂し、版ごとの異同をなくした。656年政策に不平を持つムスリム兵の謀叛により殺害される。

### アリー
656年ウスマーンの跡を継ぎカリフになる。ムハンマドの妻アーイシャとの確執とムアーウィヤとの対立により内乱に直面する。
- 第一次内乱（英語版）（656年 - 661年）。
  - 656年、ラクダの戦い（アラビア語: موقعة الجمل mwaqah al-jamal）。
  - 657年、スィッフィーンの戦い。

ムアーウィヤとの講和によりハワーリジュ派が起こる。対立カリフを名乗ったムアーウィヤとの戦いに追われる中、661年にハワーリジュ派の刺客によって殺害される。

## ウマイヤ朝の成立
661年にアリーがハワーリジュ派に暗殺された後、ウマイヤ家のムアーウィヤが実力でカリフ位に就いてウマイヤ朝を興した。ムアーウィヤはカリフ位世襲の道を開いたため、正統カリフの時代は終焉した。

## 歴代カリフ
1. アブー・バクル（632年 - 634年）
2. ウマル（634年 - 644年）
3. ウスマーン（644年 - 656年）
4. アリー（656年 - 661年)

## 参照
1. ↑  Azyumardi Azra (2006). Indonesia, Islam, and Democracy: Dynamics in a Global Context. Equinox Publishing (London). p. 9. ISBN 9789799988812
2. ↑  C. T. R. Hewer; Allan Anderson (2006). Understanding Islam: The First Ten Steps (illustrated ed.). Hymns Ancient and Modern Ltd. p. 37. ISBN 9780334040323
3. ↑  Anheier, Helmut K.; Juergensmeyer, Mark, eds (2012). Encyclopedia of Global Studies. Sage Publications. p. 151. ISBN 9781412994224
4. ↑  Claire Alkouatli (2007). Islam (illustrated, annotated ed.). Marshall Cavendish. p. 44. ISBN 9780761421207